# Falling into You
Falling into You – czwarty anglojęzyczny studyjny album Céline Dion, wydany 11 marca 1996 roku. Album ukazał się w szczytowym momencie popularności piosenkarki. Płyta nagrodzona w 1997 roku dwiema statuetkami Grammy w kategoriach Najlepszy Album Pop i Album Roku łączyła w sobie wiele technik muzycznych i instrumentów, takich jak skrzypce, gitara klasyczna, puzon, cavaquinho i saksofon. Album został doceniony nie tylko przez krytyków, ale przede wszystkim przez publiczność sprzedając się w ponad 31-milionowym nakładzie na całym świecie.
W programie albumu znalazły się m.in. dynamiczny, oparty na brzmieniu perkusji cover utworu Tiny Turner River Deep, Mountain High, remake kompozycji Jima Steinmana It's All Coming Back to Me Now do której nakręcono kosztujący 2,5 mln $ teledysk oraz All by Myself Erica Carmena. Z albumu pochodzi nominowana do Oscara w kategorii Najlepsza oryginalna piosenka filmowa ballada Because You Loved Me, będąca przewodnim motywem z filmu Up Close & Personal (Namiętności). Piosenka spędziła aż 3,5 miesiąca na szczycie amerykańskiej listy airplay i 6 tygodni na pierwszym miejscu listy Billboard Hot 100. Kompozycja zdobyła także cztery nominacje do nagrody Grammy wśród których zwyciężyła w kategorii Najlepsza piosenka z filmu. Na japońskiej edycji albumu znalazła się kompozycja To Love You More która stała się w Japonii wielkim hitem, sprzedając się tam w ponad 1,2 mln egzemplarzy. Céline Dion była pierwszą nie pochodzącą z Japonii artystką od 1983 roku, której udało się zdobyć szczyt japońskiej listy najlepszych singli.
Album spędził konsekwentnie 59 tygodni w pierwszej dziesiątce najlepiej sprzedających się albumów w Stanach Zjednoczonych. Oprócz Céline Dion takiego wyczynu udało się dokonać jedynie Michaelowi Jacksonowi z albumem Thriller oraz Alanis Morissette z Jagged Little Pill. W Wielkiej Brytanii krążek w Top 10 najlepszych albumów spędził 43 tygodnie sprzedając się tam w liczbie ponad 2,2 mln egzemplarzy. Z kolei na francuskiej liście albumowej piosenkarka albumem Falling into You zdetronizowała samą siebie i swój przebywający tam na szczycie od 44 tygodni wydany rok wcześniej francuskojęzyczny album D’eux. 

## Lista utworów
| #                                     | Tytuł                                   | Autorzy                                 | Czas trwania       |
| Wersja amerykańska                    | Wersja amerykańska                      | Wersja amerykańska                      | Wersja amerykańska |
| ------------------------------------- | --------------------------------------- | --------------------------------------- | ------------------ |
| 1.                                    | It's All Coming Back to Me Now          | J. Steinman                             | 7:37               |
| 2.                                    | Because You Loved Me                    | D. Warren                               | 4:33               |
| 3.                                    | Falling into You                        | B. Steinberg, R. Nowels, M. C. D'Ubaldo | 4:18               |
| 4.                                    | Make You Happy                          | A. Marvel                               | 4:31               |
| 5.                                    | Seduces Me                              | D. Hill, J. Sheard                      | 3:46               |
| 6.                                    | All by Myself                           | E. Carmen, S. Rachmaninoff              | 5:12               |
| 7.                                    | Declaration of Love                     | M. Jay, C. Gaudette                     | 4:20               |
| 8.                                    | Dreamin' of You                         | A. Nova, P. Barbeau                     | 5:07               |
| 9.                                    | I Love You                              | A. Nova                                 | 5:30               |
| 10.                                   | If That's What It Takes                 | P. Galdston, J.J. Goldman               | 4:12               |
| 11.                                   | I Don't Know                            | P. Galdston, J.J. Goldman               | 4:38               |
| 12.                                   | River Deep, Mountain High               | P. Spector, J. Barry, E. Greenwich      | 4:10               |
| 13.                                   | Call the Man                            | A. Hill, P. Sinfield                    | 6:08               |
| 14.                                   | Fly                                     | P. Galdston, J.J. Goldman               | 2:58               |
| Utwór bonusowy w Kanadzie             |                                         |                                         |                    |
| 15.                                   | Your Light                              | A. Nova                                 | 5:12               |
| Utwory bonusowe w Europie i Australii |                                         |                                         |                    |
| 15.                                   | (You Make Me Feel Like) A Natural Woman | J. Wexler, G. Goffin, C. King           | 3:40               |
| 16.                                   | Your Light                              | A. Nova                                 | 5:12               |
| Utwór bonusowy w Japonii              |                                         |                                         |                    |
| 15.                                   | Your Light                              | A. Nova                                 | 5:12               |
| 16.                                   | To Love You More                        | D. Foster, J. Miles                     | 5:28               |
| Utwory bonusowe w Azji                |                                         |                                         |                    |
| 15.                                   | (You Make Me Feel Like) A Natural Woman | J. Wexler, G. Goffin, C. King           | 3:40               |
| 16.                                   | To Love You More                        | D. Foster, J. Miles                     | 5:28               |
| Utwory bonusowe w Meksyku i Hiszpanii |                                         |                                         |                    |
| 15.                                   | (You Make Me Feel Like) A Natural Woman | J. Wexler, G. Goffin, C. King           | 3:40               |
| 16.                                   | Sola Otra Vez                           | E. Carmen, S. Rachmaninoff, M. Benito   | 5:12               |

## Certyfikaty i sprzedaż
| Kraj              | Certyfikat           | Sprzedaż   | Najwyższa pozycja |
| ----------------- | -------------------- | ---------- | ----------------- |
| Argentyna         | 3 x platynowa płyta  | 180 000    | -                 |
| Australia         | 12 x platynowa płyta | 840 000    | 1(4)              |
| Austria           | 2 x platynowa płyta  | 100 000    | 1                 |
| Belgia (Walonia)  | 4 x platynowa płyta  | 200 000    | 1(8)              |
| Brazylia          | złota płyta          | 750 000    | -                 |
| Dania             | 2 x platynowa płyta  | 120 000    | 8                 |
| Europa            | 7 x platynowa płyta  | 9 000 000  | 1                 |
| Filipiny          | 4 x platynowa płyta  | 120 000    | 1                 |
| Finlandia         | platynowa płyta      | 52 000     | 9                 |
| Francja           | diamentowa płyta     | 1 200 000  | 1(5)              |
| Hiszpania         | 2 x platynowa płyta  | 250 000    | 4                 |
| Holandia          | 6 x platynowa płyta  | 600 000    | 1(12)             |
| Japonia           | diamentowa płyta     | 1 000 000  | 6                 |
| Kanada            | diamentowa płyta     | 1 500 000  | 1                 |
| Meksyk            | złota płyta          | 100 000    | -                 |
| Niemcy            | 5 x złota płyta      | 1 300 000  | 5                 |
| Norwegia          | 3 x platynowa płyta  | 150 000    | 1(7)              |
| Nowa Zelandia     | 12 x platynowa płyta | 180 000    | 1(3)              |
| Polska            | platynowa płyta      | 200 000    | -                 |
| Portugalia        | -                    | 20 000     | -                 |
| Stany Zjednoczone | diamentowa płyta     | 11 760 000 | 1(3)              |
| Szwajcaria        | 3 x platynowa płyta  | 150 000    | 1(6)              |
| Szwecja           | platynowa płyta      | 150 000    | 1                 |
| Węgry             | złota płyta          | 10 000     | 13                |
| Wielka Brytania   | 7 x platynowa płyta  | 2 270 000  | 1                 |
| Włochy            | 3 x platynowa płyta  | 300 000    | 4                 |